# Béatrice de Luxembourg
Béatrice de Luxembourg (née en 1305 – 11 novembre 1319) est membre de la  maison de Luxembourg.   
Béatrice est la plus jeune fille de l'empereur Henri VII du Saint-Empire et de son épouse Marguerite de Brabant. Sa fratrie comprend : Jean de Luxembourg, roi de Bohême, et Marie de Luxembourg, reine de France. Par son mariage, elle devient reine de Hongrie.  

## Biographie
À l'époque de sa mort en 1313, l'empereur Henri VII négociait un mariage entre Béatrice et Charles de Calabre, fils et héritier du roi de Naples Robert d'Anjou. Veuf depuis 1311, il envisageait lui-même de se remarier avec Catherine de Habsbourg. Béatrice est invitée par son père en Italie où elle se rend accompagnée de sa grand-mère paternelle, Béatrice d'Avesnes. 
Le projet de mariage avec le duc de Calabre échoue et l'empereur commence alors des négociations pour l'unir à Pierre II de Sicile, fils aîné et héritier de Frédéric III ; toutefois, du fait de l'antagonisme permanent entre le Saint-Empire et le royaume de Sicile, ce projet de mariage échoue également.
Lorsque le roi Charles Robert de Hongrie, dont la première épouse Marie de Bytom est morte en 1317, décide de se remarier, il envoie dans le  royaume de  Bohême deux représentants : Thomas Szécsényi et Simon Kacsics, comte des Székelys. Ils sont accompagnés d'un interprète, un bourgeois de Szoprońskim nommé Stephen Sáfár, avec pour mission de lui trouver une fiancée. Le roi Jean de Luxembourg rappelle ses deux sœurs à sa cour ; à cette époque, Marie réside à l'abbaye de Marienthal et Béatrice est en Italie. Les deux  princesses arrivent à  Prague le 20 juin 1318, et trois jours après, les émissaires hongrois rencontrent les deux jeunes filles dans le monastère de Zbraslav, où le roi de Bohême les autorise à choisir leur future reine. Après avoir examiné à la fois les aptitudes intellectuelles et physiques des deux postulantes, ils choisissent  Béatrice. Peu après, un engagement formel est conclu et la jeune fiancée part avec sa suite hongroise vers son nouveau pays.
A la frontière avec le royaume de Hongrie, Béatrice est officiellement accueillie par des messagers du roi Charles Robert. Béatrice et Charles Ier se marient à  l'Octave de Saint Martin (soit entre le 12 et le  17 novembre) et elle est couronnée reine de Hongrie lors de la cérémonie.
Béatrice est enceinte en 1319. En novembre, elle meurt en donnant naissance à un enfant mort-né. Elle est inhumée dans la cathédrale de Nagyvárad.